# Силицид никеля
Силицид никеля — бинарное неорганическое соединение
никеля и кремния
с формулой NiSi,
серебристо-белые кристаллы,
не растворяется в воде.

## Получение
- Сплавление стехиометрических количеств чистых веществ:

{\displaystyle {\mathsf {Ni+Si\ {\xrightarrow {990^{o}C}}\ NiSi}}}

## Физические свойства
Силицид никеля образует серебристо-белые кристаллы
ромбической сингонии,
пространственная группа P nma,
параметры ячейки a = 0,562 нм, b = 0,518 нм, c = 0,334 нм, Z = 4.
При давлении 12,5 GPa происходит переход в фазу
кубической сингонии,
пространственная группа P 213,
параметры ячейки a = 0,4437 нм, Z = 4
.
Не растворяется в воде.

## Применение
- Компонент жаропрочных никелевых сплавов.
- Защитное покрытие для некоторых металлов.